# Керквейк
Керквейк (нід. Kerkwijk) — село в нідерландській провінції Гелдерланд. Входить до муніципалітету Залтбоммел.
Його площа становить 7,26км², а населення станом на 2022 рік складало 696 осіб.
Перша згадка про населений пункт датується 13-им сторіччям. Раніше мало статус окремого муніципалітету.

## Галерея

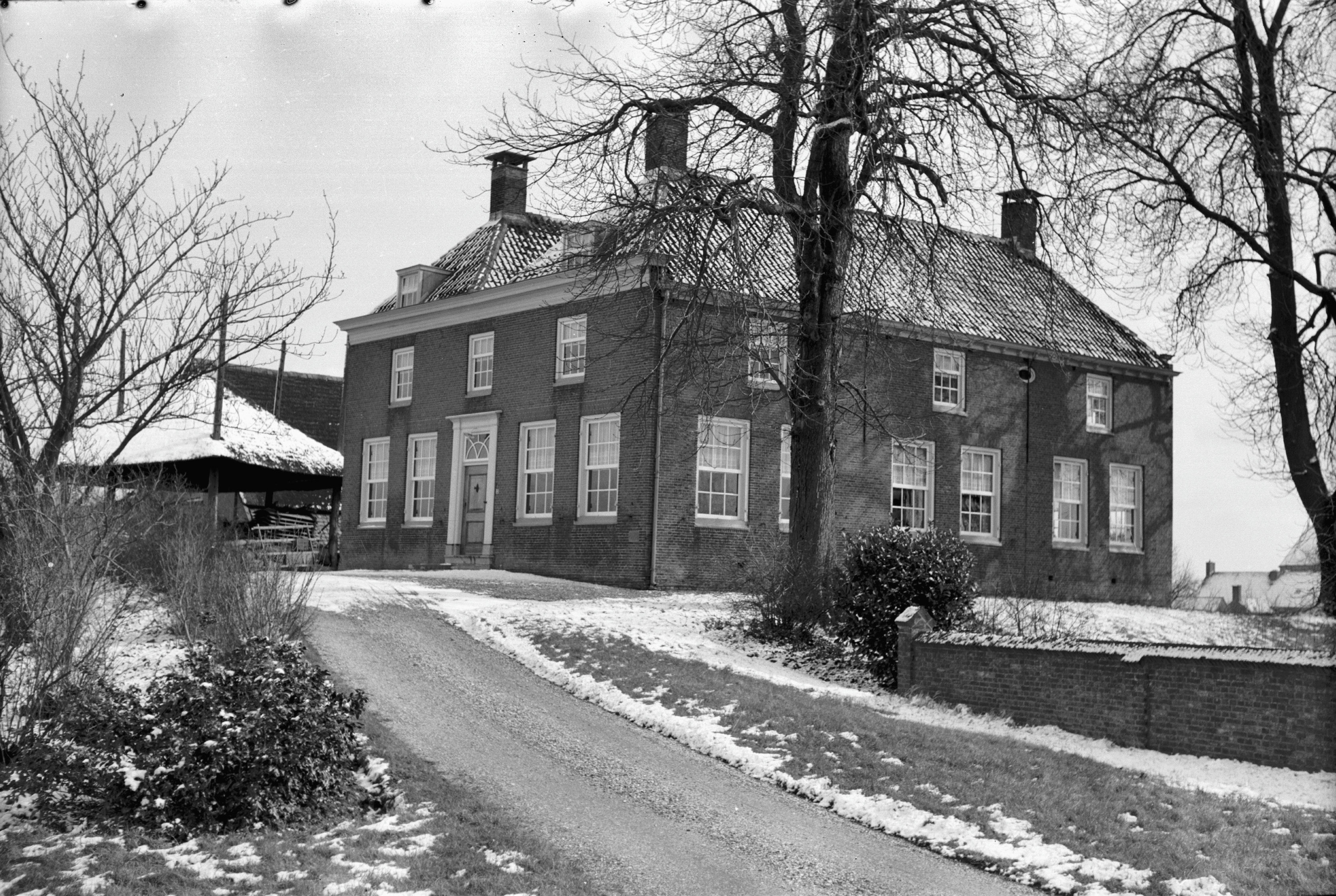
Вілла 'т Гемелрейк
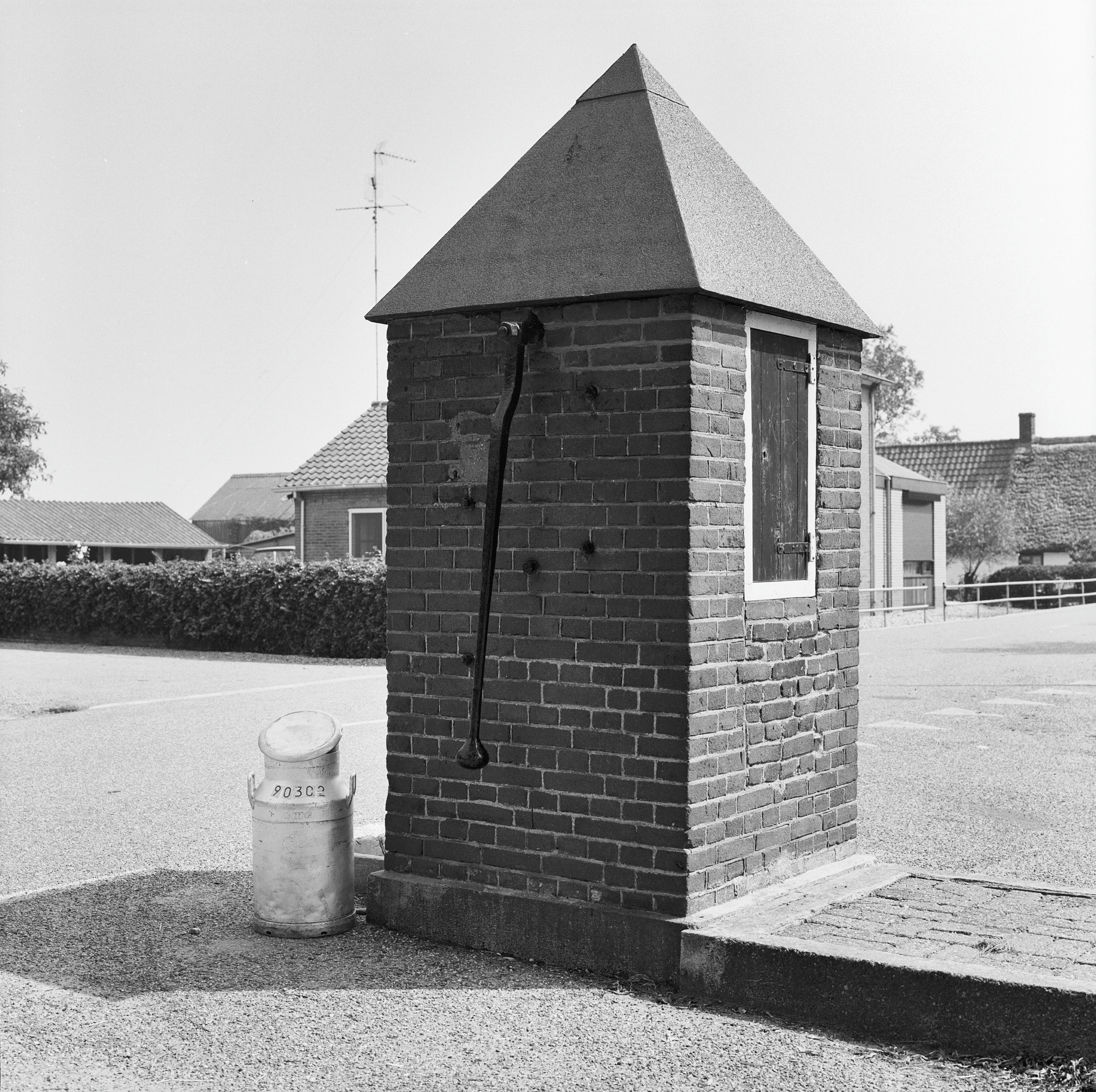
Сільська насосна станція